# Месть пушистых
«Месть пушистых» (англ. Furry Vengeance) — кинокомедия режиссёра Роджера Камбла 2010 года с Бренданом Фрэйзером, Брук Шилдс и Кеном Джонгом в главных ролях. Фильм получил отрицательные отзывы от критиков, в частности сценарий фильма полностью копирует сценарий мультфильма «Лесная братва».

## Сюжет
Застройщик по имени Ден Сандерс (Брендан Фрэйзер) получает задание вырубить часть леса для застройки своего начальника Нила Лаймана (Кен Джонг), чему совсем не рады сын Дена Тайлер (Мэтт Прокоп) и его жена Тэмми (Брук Шилдс). К сожалению, животные, живущие в лесу не собираются просто так оставить свой дом и сами начинают охоту на Дена. Тэмми планирует экологическую ярмарку, а компания Лаймана решает спонсировать её. Позже семья Сандерсов узнает, что Лайман и его компания выступают совсем не за защиту окружающей среды и хотят вырубить весь лес для застройки домов.

## В ролях
- Брендан Фрэйзер — Ден Сандерс
- Брук Шилдс — Тэмми Сандерс
- Мэтт Прокоп — Тайлер Сандерс
- Анджела Кинси — Фелдер
- Кен Джонг — Нил Лайман
- Роб Риггл — Риггс
- Скайлер Сэмюэлс — Эмбер
- Джим Нортон — Хэнк
- Патрис О'Нил — Гас
- Тоби Хасс — Уилсон
- Уоллес Шон — доктор Кристиан Берр
- Ди Брэдли Бейкер — озвучка животных

## Съёмки
Фильм был снят в Бостоне и Топфилде и в их окрестностях, штат Массачусетс, США.